# Samantabhadra
Cette page contient des caractères spéciaux ou non latins. S’ils s’affichent mal (▯, ?, etc.), consultez la page d’aide Unicode.

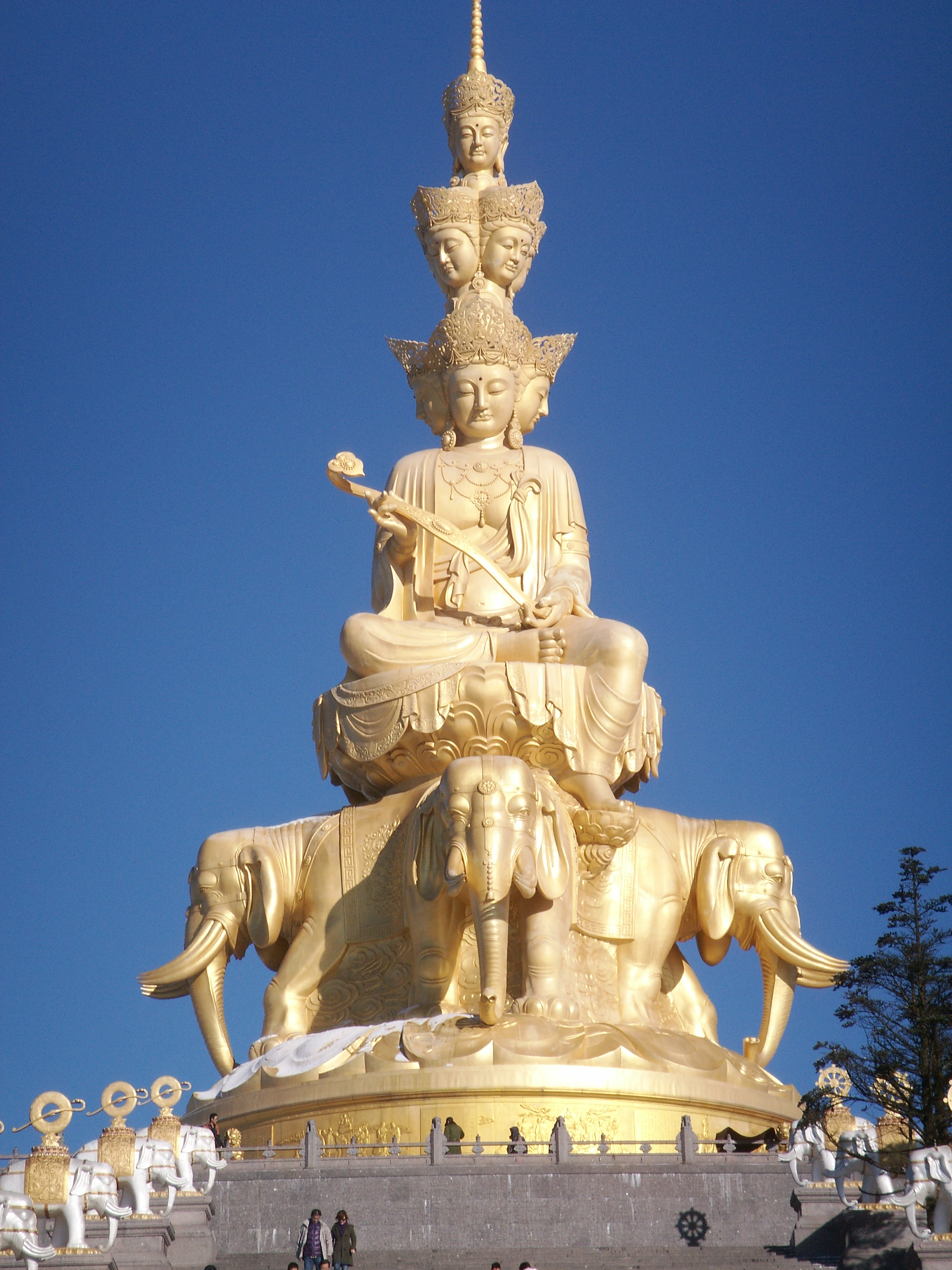
Bodhisattva Samantabhadra au pic doré du mont Emei

Samantabhadra désigne soit dans le bouddhisme indien et est-asiatique le bodhisattva contemporain de Gautama Shakyamuni, d'une importance particulière dans les écoles Tiantai et Huayan, soit dans le bouddhisme tantrique tibétain l'Adibouddha ou Bouddha primordial. Ce grand bodhisattva est connu sous le nom de Puxian pusa (Pǔxián púsà 普賢菩薩) en chinois, Fugen bosatsu en japonais et Phổ Hiền Bồ Tát en vietnamien ; l'Ādi Bouddha se nomme Kuntu Zangpo en tibétain (tibétain : ཀུན་ཏུ་བཟང་པོ, Wylie : kun tu bzang po) et Qamugha Sain en mongol. Son nom sanskrit d'origine peut signifier « tout-excellent », « tout-auspicieux » ou « tout-vertueux », ou encore « Excellence universelle ».
Samantabhadra est aussi, avec Nādaprada, un nom moins connu de Nāropa, le yogi bengali dont Marpa transmit les enseignements au Tibet.

## Le grand bodhisattva
Le grand bodhisattva Samantabhadra, comme le prince du dharma Mañjuśrī, joue un rôle de premier plan dans le monde du bouddha primordial (dharmakāya) Vairocana, symbole de la plénitude de la vérité ultime et de la perfection de la sagesse immense, décrit dans l'Avatamsaka Sutra, texte canonique de l'école Huayan. Samantabhadra et Mañjuśrī y ont la préséance sur les autres bodhisattvas en tant que « fils du Bouddha»; Samantabhadra, placé à sa droite, représente le principe (lǐ 理) ou la pratique (xíng 行), tandis que Mañjuśrī à sa gauche représente la sagesse ou l’intelligence (zhì 智). Cette triade est connue et vénérée sous le nom des « Trois saints de Huayan » (Huáyán sānshèng 華嚴三聖). 
Samantabhadra est également important pour les courants basés sur le Sūtra du lotus, comme Tiantai en Chine, Tendai et Nichiren au Japon. 
Dans le tantrisme japonais des écoles Shingon et Tendai, il apparait sur le maṇḍala de la matrice au sud-est du quartier central du lotus à huit pétales où il est associé au bouddha Ratnaketu (jp. Hōdō-nyorai 宝幢如来). Là où Ratnaketu symbolise l'éveil du cœur ainsi que la sagesse semblable au miroir (sk. ādarśajñāna ; jp. daienkyōchi 大円鏡智), Samantabhadra symbolise le pur cœur de bodhi et il est la "cause" de la sagesse semblable au miroir. 
Il est par ailleurs connu en Chine comme l’un des quatre grands bodhisattvas qui représentent les quatre conditions nécessaires pour devenir bodhisattva : la pratique (Samantabhadra), la sagesse (Mañjuśrī), la compassion (Avalokiteśvara) et le vœu (Kshitigarbha). Le mont Emei（Éméishān 峨嵋山）situé dans la province du Sichuan lui est consacré. Son premier temple y fut construit après l’installation en 399 du moine Huìchí (慧持) venu du mont Lu. L’empereur Taizong des Song y fit dresser une statue de bronze de Puxian. 
Il a également un rôle protecteur basé sur la promesse faite dans le Shurangama Sutra de venir instantanément au secours de ceux qui l’appellent, quelle que soit la distance. 
Une croyance populaire chinoise fait se réincarner Mañjuśrī et Samantabhadra dans deux orphelins élevés dans un monastère, qui seraient devenus les célèbres moines et amis Hanshan (Hánshān 寒山, Montagne froide) et Shide (Shídé 拾得, Obtention ramassée).
Dans l’iconographie, il est le plus souvent représenté montant sur un éléphant blanc à six défenses, symbole de fermeté, dont chaque pied repose sur un lotus; il peut être opposé à Mañjuśrī chevauchant un tigre bleu, symbole d’intelligence. On lui donne parfois une apparence féminine.

## Les dix grands vœux

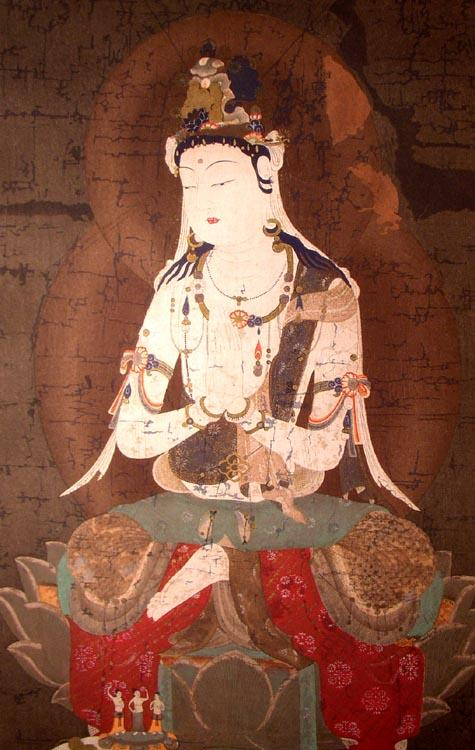
Portrait du bodhisattva Samantabhadra

Selon l'Avatamsaka Sūtra, le grand bodhisattva Samantabhadra a prononcé dix grands vœux royaux (Shídàyuànwáng 十大願王), proposés aux fidèles comme voie de développement spirituel : 
(1) Rendre hommage à tous les bouddhas (Lǐjìng zhūfó 禮敬諸佛) 
(2) Adresser des louanges aux tathāgatas (Chēngzàn rúlái 稱贊如來) 
(3) Pratiquer abondamment des offrandes (Guǎngxiū gòngyǎng 廣修供養) 
(4) Se repentir des péchés karmiques  (Chànhuǐ yèzhàng 懺悔業障) 
(5) Se réjouir des mérites d’autrui (Suíxǐ gōngdé 隨喜功德) 
(6) Prier (le bouddha) de prêcher le dharma  (Qǐngzhuàn fǎlún 請轉法輪) 
(7) Prier le bouddha de rester dans ce monde (Qǐngfó zhùshì 請佛住世) 
(8) Suivre constamment les enseignements du Bouddha (Chángsuífóxué 常隨佛學) 
(9) Vivre en bonne harmonie avec toutes les créatures (Héngshùn zhòngshēng 恒順眾生) 
(10) Étendre universellement le bénéfice des mérites (Pǔjiē huíxiàng 普皆迴向). 
La tradition chinoise y a ajouté dix exercices de patience.

## Le Bouddha primordial
Dans le bouddhisme du Vajrayāna tibétain Nyingmapa, Samantabhadra occupe la place centrale: il est lui-même Vairocana, le Bouddha primordial, c'est-à-dire qu'à l'origine il reconnut immédiatement sa propre nature dans les manifestations de rigpa, la créativité de l'essence primordiale. Il est alors représenté nu, de couleur  bleue, sans parures, pour signifier la vacuité essentielle, exécutant la mudrā de méditation. On le voit souvent en yab-yum, c'est-à-dire enlaçant sa parèdre Samantabhadrī, blanche. 
Les écoles tibétaines de la nouvelle traduction (Sarmapa), principalement Sakyapa, Kagyupa et Gelugpa, ont comme bouddha primordial un autre bouddha nommé Vajradhara, "Détenteur du diamant-foudre", qui est aussi bleu ou bleu-nuit, mais paré de plusieurs ornements, tenant le Vajra et la cloche symbolisant l'union des moyens habiles (upāya) et de la  sagesse de la vacuité (prajñā). Il représente alors le bouddha primordial sous sa forme de Sambhogakāya. 
Certaines écoles Yogācāra le considèrent comme l'inventeur du yoga en lieu et place de Vairocana. Il occupe un rôle central pour les pratiquants de la méditation extatique japonaise hokkesammai.
Il est a noter que contrairement au Vajrayāna tibétain, le bouddhisme tantrique japonais (jp. mikkyō 密教) des écoles Shingon et Tendai ne considèrent pas Samantabhadra comme un bouddha primordial, mais bien comme un bodhisattva.